# Zuidermeer
Zuidermeer – wieś w Holandii, w prowincji Holandia Północna, w gminie Koggenland. Liczy 413 mieszkańców.
Miejscowość założono w 1929 roku, kiedy wraz z budową kościoła Matki Bożej z Lourdes wyodrębniono ją ze wsi Berkhout. Drewnianą świątynię jednak zburzono, by zrobić miejsce dla ukończonego w 1934 roku murowanego kościoła.